# Turki al-Hamad
Turki al-Hamad (arab. تركي الحمد, ur. 1952) – saudyjski politolog, pisarz i dziennikarz.
Urodził się w Jordanii, gdzie jego ojciec był kupcem. Kiedy był dzieckiem, jego rodzina przeniosła się do Ad-Dammam we wschodniej Arabii Saudyjskiej. Studiował w Stanach Zjednoczonych, uzyskał stopień doktora w zakresie nauk politycznych na University of South Carolina. Do 1995 roku wykładał na uczelni w Rijadzie, potem poświęcił się pisarstwu. 
Popularność przyniosła mu trylogia Atyaf al-Aziqah al-Mahjurah, złożona z powieści Adama, Shumaisi oraz Al-Karadib, opisująca historię młodego człowieka dorastającego w Arabii Saudyjskiej w latach 70. XX wieku. Tytułami kolejnych książek są nazwy dzielnic w miastach, gdzie przebywał bohater: Adama. Twórczość al-Hamada spowodowała, że siedmiokrotnie wygłaszano przeciw niemu fatwy.
24 grudnia 2012 roku został aresztowany na polecenie ministra spraw wewnętrznych Muhammada ibn Najifa. Wpisy pisarza na Twitterze zostały uznane za obraźliwe dla islamu. Przebywał w areszcie pół roku, został uwolniony 5 czerwca 2013.

## Wybrana twórczość
- Adama, powieść, 2003, ISBN 0-86356-311-2
- Shumaisi, powieść, 2004, ISBN 978-0-86356-911-1
- Al-Karadib, powieść
- Sharq al-Wadi (2003)
- Riyh Al-Janna (2008)